# Karma (canção de Black Eyed Peas)
Karma é um single de Black Eyed Peas, extraído de seu álbum de estréia, Behind the Front. Kim Hill não canta nessa canção, mas é destaque no vídeo da música.

## Faixas

### Vinil Único
- "Karma" (LP Version) - 4:27
- "Karma" (Clean) - 4:27
- "Karma" (Instrumental) - 4:27
- "Karma" (A Cappella) 4:26

- "One Way" (Karma Remix) - 4:28
- "One Way" (Instrumental) - 4:28
- "One Way" (A Cappella) - 2:58
- "Karma" (Live) - 3:16

### CD Single
- "Karma" (LP Version) - 4:27
- "One Way" (Karma Remix) - 4:28
- "Karma" (Live) - 3:16
- "Karma" (Clean) - 4:07

## Desempenho nas paradas
| Parada (1999)             | Melhor posição |
| ------------------------- | -------------- |
| Dutch Mega Single Top 100 | 93             |